# Bertrand Grospellier
Bertrand Grospellier (Melun, Frankrijk, 8 februari, 1981) is een Frans professioneel pokerspeler en voormalig professioneel StarCraft speler. Hij won onder meer het  $7.800 PokerStars Caribbean Adventure 2008 van de European Poker Tour, het $15.00 WPT Championship 6th Annual Festa Al Lago Classic 2008 van de World Poker Tour en het $10.000 Seven Card Stud Championship van de World Series of Poker 2011. Daarmee was hij de vierde pokerspeler in de geschiedenis die een zogeheten Triple Crown volmaakte.
Grospellier won tot en met oktober 2024 meer dan $15.400.000,- met pokertoernooien (cashgames niet meegerekend). Hij maakt deel uit van een door PokerStars gesponsorde groep pokerprofessionals genaamd 'Team PokerStars'. Online speelt hij doorgaans onder het pseudoniem 'ElkY'.

## StarCraft
Grospellier was een van de beste spelers van het spel Starcraft in de wereld. Hij heeft daarvoor zes jaar in Zuid-Korea gewoond, maar woont nu wisselend in Nancy en Londen. Hij werd tweede in de World Cyber Games in 2001. In 2002 speelde hij in het toen pas gelanceerde spel Warcraft III: Reign of Chaos waarmee hij direct succes had door als tweede te eindigen in de Ongamenet WarCraft Retail League. Na deze prestatie is hij als professioneel gamer gestopt om zich volledig op pokeren te concentreren.

### Gamingprestaties
- 3e - KBK Jeju[3] (Seoel, Zuid-Korea)
- 2e - World Cyber Games 2001 (Seoel, Zuid-Korea)
- 4e - World Cyber Games 2002 (Daejeon, Zuid-Korea)
- 4e - SKY 2 Ongamenet Starleague[4] (Seoel, Zuid-Korea)
- 2e - Ongamenet WarCraft Retail League[5] (Seoel, Zuid-Korea)
- 1e - Euro Cyber Games 2003[6] (Parijs, Frankrijk)
- 5e - World Cyber Games 2003 (Seoel, Zuid-Korea)
- top 16 - World Cyber Games 2004 (San Francisco, Californië, Verenigde Staten)

## Poker
Na zich volledig geconcentreerd te hebben op zijn pokerspel, wist hij zich te kwalificeren voor meerdere toernooien in de World Series of Poker 2006 en 2007. Hij was de eerste online-speler op Pokerstars die de status van "Supernova" en "Supernova Elite" behaalde. Om die status te krijgen moet je 100.000, respectievelijk 1.000.000 VIP Player Points (VPP's) halen.

### European Poker Tour
Op zaterdag 20 januari 2007 werd hij tweede in het toernooi in Kopenhagen van het derde seizoen van de European Poker Tour (EPT), waarmee hij ruim $ 339.000,- verdiende. In januari 2008 heeft hij het PokerStars Caribbean Adventure gewonnen, onderdeel van de EPT. De hoofdprijs daarvan was $2.000.000,-.

## WSOP-titel
| Jaar                              | Toernooi                             | Prijs    |
| --------------------------------- | ------------------------------------ | -------- |
| World Series of Poker 2011        | $10.000 Seven Card Stud Championship | $331.639 |
| World Series of Poker Europe 2019 | €550 Colossus No-Limit Hold’em       | €191.172 |